# Trinidad Silva
Trinidad Silva, Jr. (Mission, 30 gennaio 1950 – Whittier, 31 luglio 1988) è stato un attore statunitense.

## Biografia
Interpretò sempre piccoli ruoli in molti film degli anni ottanta. È ricordato per il ruolo di Jesus Martinez nella serie televisiva Hill Street giorno e notte.
Silva era nato a Mission. Morì in un incidente stradale a causa di uno scontro con un guidatore ubriaco mentre si apprestava a recitare nel film UHF - I vidioti. Il film venne dedicato alla sua memoria. Silva è sepolto nel cimitero di Mission Hills a Los Angeles.

## Filmografia
- Il clandestino (Alambrista!), regia di Robert M. Young (1977)
- La scelta (Walk Proud), regia di Robert L. Collins (1979)
- Lo straccione (The Jerk), regia di  Carl Reiner (1979)
- Second Thoughts, regia di Lawrence Turman (1983)
- El Norte, regia di Gregory Nava (1983)
- Crackers, regia di Louis Malle (1984)
- Jocks, regia di Steve Carver (1987)
- Colors - Colori di guerra (Colors), regia di Dennis Hopper (1988)
- La notte prima (The Night Before), regia di Thom Eberhardt (1988)
- Milagro (The Milagro Beanfield War), regia di Robert Redford (1988)
- UHF - I vidioti (UHF), regia di Jay Levey (1989)

## Doppiatori italiani
- Pino Ammendola  in Hill Street giorno e notte
- Saverio Moriones in Colors - Colori di guerra